# Myro paucispinosus
Myro paucispinosus is een spinnensoort in de taxonomische indeling van de Desidae.
Het dier behoort tot het geslacht Myro. De wetenschappelijke naam van de soort werd voor het eerst geldig gepubliceerd in 1947 door Lucien Berland.